# Aavasaksa

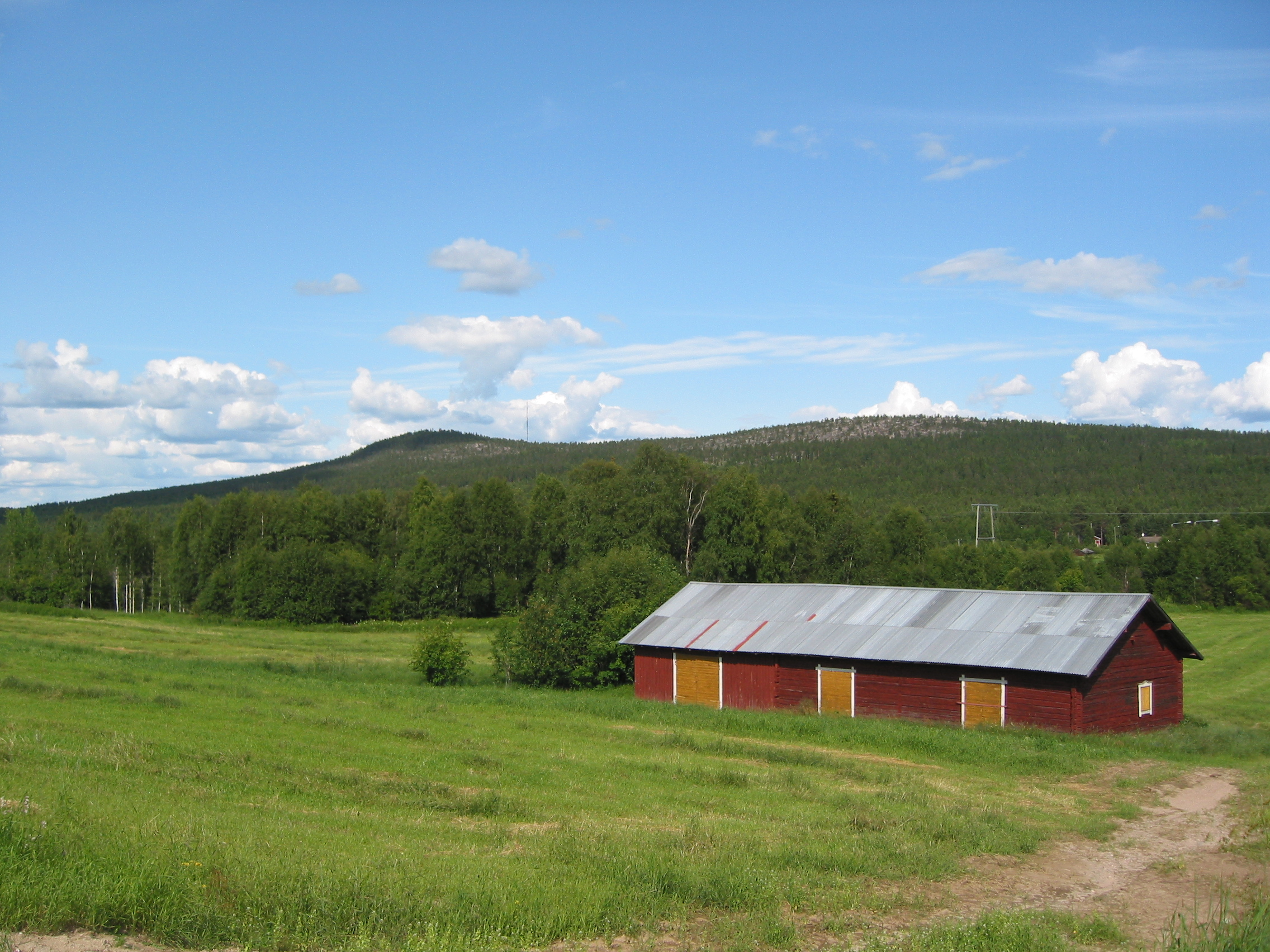
L'Aavasaksa

Aavasaksa è un colle finlandese situato nella regione della Lapponia ed è alto 222 m.
Il Tornedalen è il vicino della colle Aavasaksa, nome di probabile origine sassone, costituiscono un posto ameno, che offre la possibilità di ammirare il sole di mezzanotte durante l'estate, ed il paesaggio della valle del fiume, che rappresenta uno dei tipici paesaggi finlandesi in Lapponia.
All'inizio del XX secolo Aavasaksa era l'unica attrazione della Lapponia che poteva dirsi interessata da un certo turismo di massa, particolarmente a metà dell'estate. Il Tornedalen era una delle zone finlandesi meglio conosciute in Europa Occidentale già dal XVIII secolo.

## Storia
I primi viaggiatori stranieri ad addentrarsi nella zona furono principalmente esploratori, fra questi il matematico e astronomo francese Pierre Louis Moreau de Maupertuis ed il viaggiatore italiano Giuseppe Acerbi. Le indagini del Maupertuis nella valle di Tornio durante il 1736 hanno confermato la teoria newtoniana che la terra non è completamente sferica ma appiattita ai poli. Acerbi fu il primo viaggiatore straniero che viaggiò lungo il fiume Tornio negli anni 1790 in direzione di Capo Nord, visitando anche la regione norvegese del Finnmark e producendo una vasta serie di scritti sulle sue esplorazioni. Nel XVIII e XIX secolo gli esploratori percorsero intensamente la Lapponia Occidentale, favoriti dagli itinerari vicini all'acqua.
La zona di Aavasaksa è cresciuta grazie al commercio così come la vicina Tornio sul Golfo di Botnia. Gli insediamenti da entrambi i lati del fiume hanno una lunga storia data la posizione strategica sugli itinerari commerciali e l'agricoltura permessa dal clima mite della zona, oltre al fiume che permise lo sviluppo della pesca. In media la temperatura nel Tornedalen è più alta di altrove in Lapponia.